# 德意志民主共和国国际航空

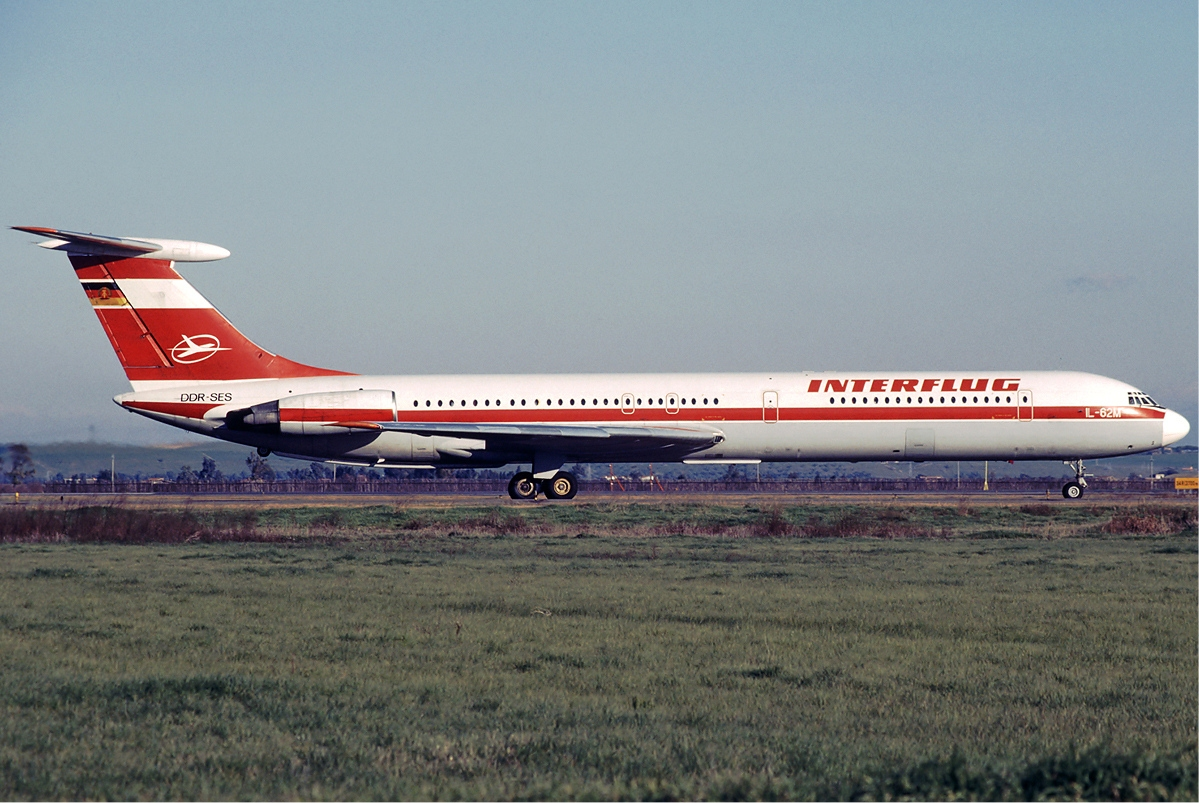
國際航空的一架伊尔-62型客機停泊在羅馬-菲烏米奇諾機場（攝於1988年）

國際航空有限責任公司（德語：Interflug GmbH），簡稱「國際航空」（Interflug），是德意志民主共和國（東德）的一家國營航空公司。該企業始創自1958年，於1963至1990年間轉型成國家航空公司，總部設在東柏林，以柏林-舍讷费尔德机场為樞紐機場，設有歐洲洲際航班，主要航點集中於經濟互助委員會各成員國境內。因其品牌標識一直以「德意志民主共和國國際航空」（Interflug D.D.R.）為名，故也被俗稱作「東德國際航空」或「東德航空」。兩德統一之後，公司主體由新政府成立的信託公司接管，直至1991年完全註銷。

## 歷史

### 公司成立及合併東德漢莎航空
在二戰結束前，原漢莎航空為納粹德國的國家航空公司。由於戰敗並被佔領的緣故，1940年代尾的東、西德並沒有屬於自己的航空公司。
在1953年西德成立新漢莎航空後，東德政府亦於兩年後成立同名公司，作為載旗航空公司，亦是德意志民主共和國國際航空的前身。後來，由於使用「漢莎航空」商標可能構成法律問題，東德政府於1958年9月18日以「德意志民主共和國國際航空」（下稱「東德國際航空」）名義成立另一家航空公司，以便一旦遭興訟時可以全身而退，同時亦經營東德漢莎所沒有的包機服務。至1963年，東德漢莎航空因「連年虧損」（實際上是上述的商標問題），被政府併入東德國際航空。

### 1960-70年代的發展與國內線的終止
自「東德漢莎航空」業務併入東德國際航空後，其機隊開始擴展，包括向蘇聯購買伊尔-18渦槳動力客機，並打算引進東德自行生產的首款噴射機-巴德152（但該項目因蘇聯的政治壓力而告終）。至1969年，東德國際航空首次從蘇聯引入噴射客機-圖-134，主要執飛歐洲航點。兩年後，再引進伊尔-62長程客機；而在同年，東德國際航空年均旅客人次首次超過100萬。
但好景不常，受制於1970年代的第一及第二次石油危機，導致油價急升，經營國內航線不再有利可圖。因此，東德國際航空於1980年4月結束國內線服務，專注國際航線發展。而最後一班國內線航班，是由柏林飛往埃尔福特的航班。

### 兩難與救藥
到了1980年代，由於原有的蘇製客機燃油效益低下，加上噪音問題嚴重，導致落地費大增，甚至遭禁飛部分國家航點，必須更換機材才有望降低成本。但受制於巴黎统筹委员会的禁運政策，包括東德在內的東方集團國家，被禁止購買西方國家製造的飛機，因此東德國際航空的經營曾陷入兩難局面。
到了1988年，隨著LOT波蘭航空獲准訂購六架波音767，對親蘇陣營國家的飛機禁運正式解除。因此，東德國際航空立即訂購三架空中巴士A310，作價4億2400萬東德馬克。翌年，東德國際航空安排其機組人員前往西德受訓，為接收首批西方國家製造的飛機作準備。至該年6月26日，正式接收其首架A310。該等飛機航程可達8,000公里，足以營運往返柏林至古巴夏灣拿的不经停航班。

### 最後的日子
隨著1989年11月9日柏林墙倒塌，東西德統一進入倒數階段。而作為東德國家象徵的東德國際航空，其經營亦迎來了最後的日子。憧憬於統一後開放的航空市場，不少外國航空公司打算在兩德境內，併購一些長年虧損的航空公司，而位處柏林的東德國際航空亦成為收購對象。1990年，漢莎航空及英國航空分別提出收購東德國際航空26%及全部股權。但是，漢莎的要求被東德競爭事務辦公室拒絕，而英航的收購計劃最後亦未能實現。
1990年7月1日，東德國際航空加入國際航空運輸協會。
1990年10月3日兩德統一後，東德國際航空連同其他東德人民企業，由新德國政府成立的信託公司接管，並準備出售予私人航空業者。但是，由於無人問津，東德國際航空於1991年2月7日宣佈將會清盤，並於同年4月30日開出最後一班從奧地利維也納返回柏林的航班（採用圖-134客機）後，正式結束其33年（若計及其前身-東德漢莎，則一共經營了37年）的營運。

### 結業後的清算事務
在東德國際航空結業時，全體2,900名員工均被資遣，而部分員工則借此另起爐灶，以部分舊機材成立Berline通用航空公司。至於其他的剩餘機材，則按下列方式處理：
- 全部3架A310客機由於機齡較新，但漢莎無意購入，因此由联邦国防部飞行值勤队接手[15]，其中兩架改裝為第一代康拉德·阿登納號專機及其備份機，另一架為軍用運輸機；

- 其中5架伊尔-18由上述的Berline航空公司接手，提供通用航空及少量貨運服務[16]；

- 至於其他機材，有部分被出售拆解，亦有部分在德國境內獲得保留[17]。

## 航点

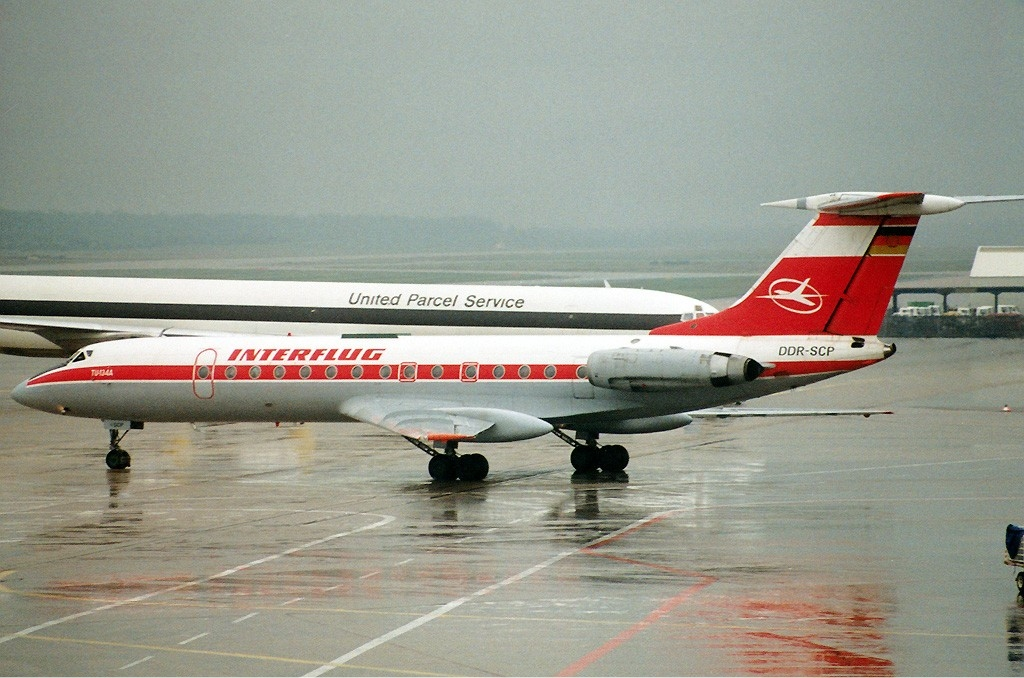
國際航空的一架圖-134停在科隆/波恩機場（攝於1990年）

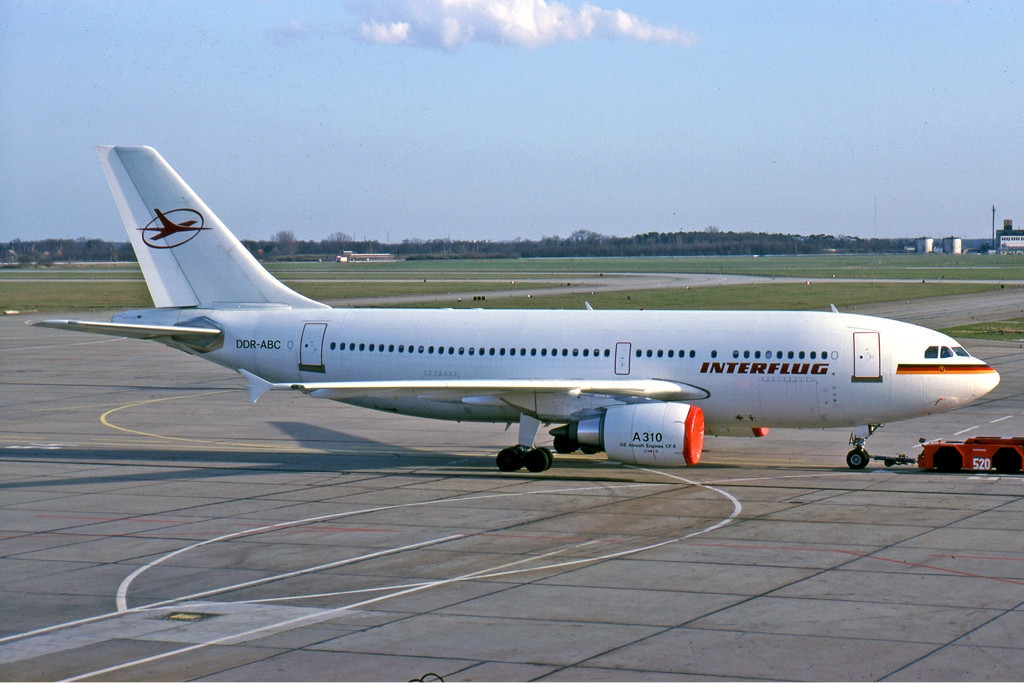
國際航空的一架空中巴士A310（攝於1990年）

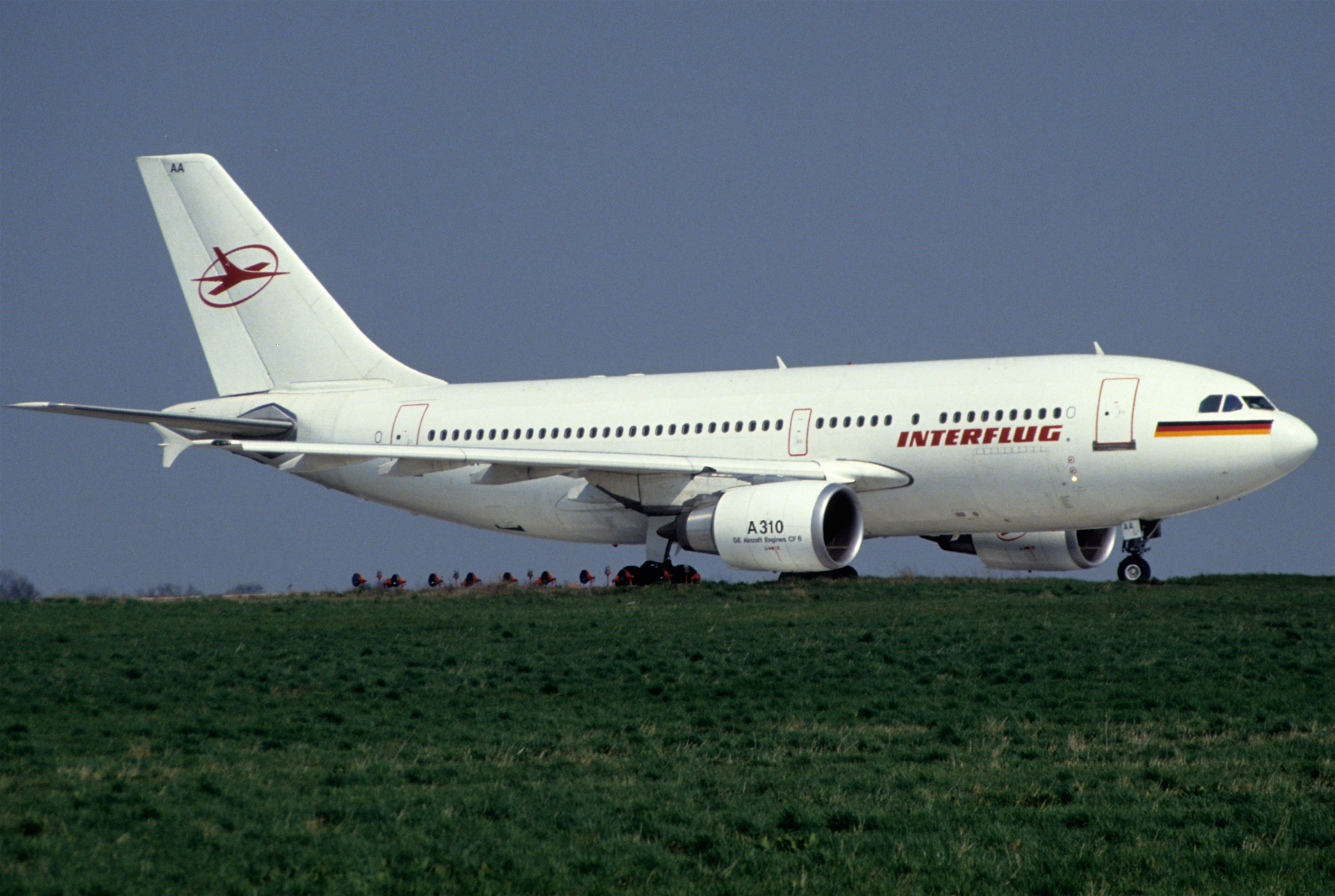
国际航空的一架A310在1990年10月已改用两德统一后的“D-”注册编号前缀，该机于1991年改为德国政府专机，2014年改为零重力试验机

## 机型

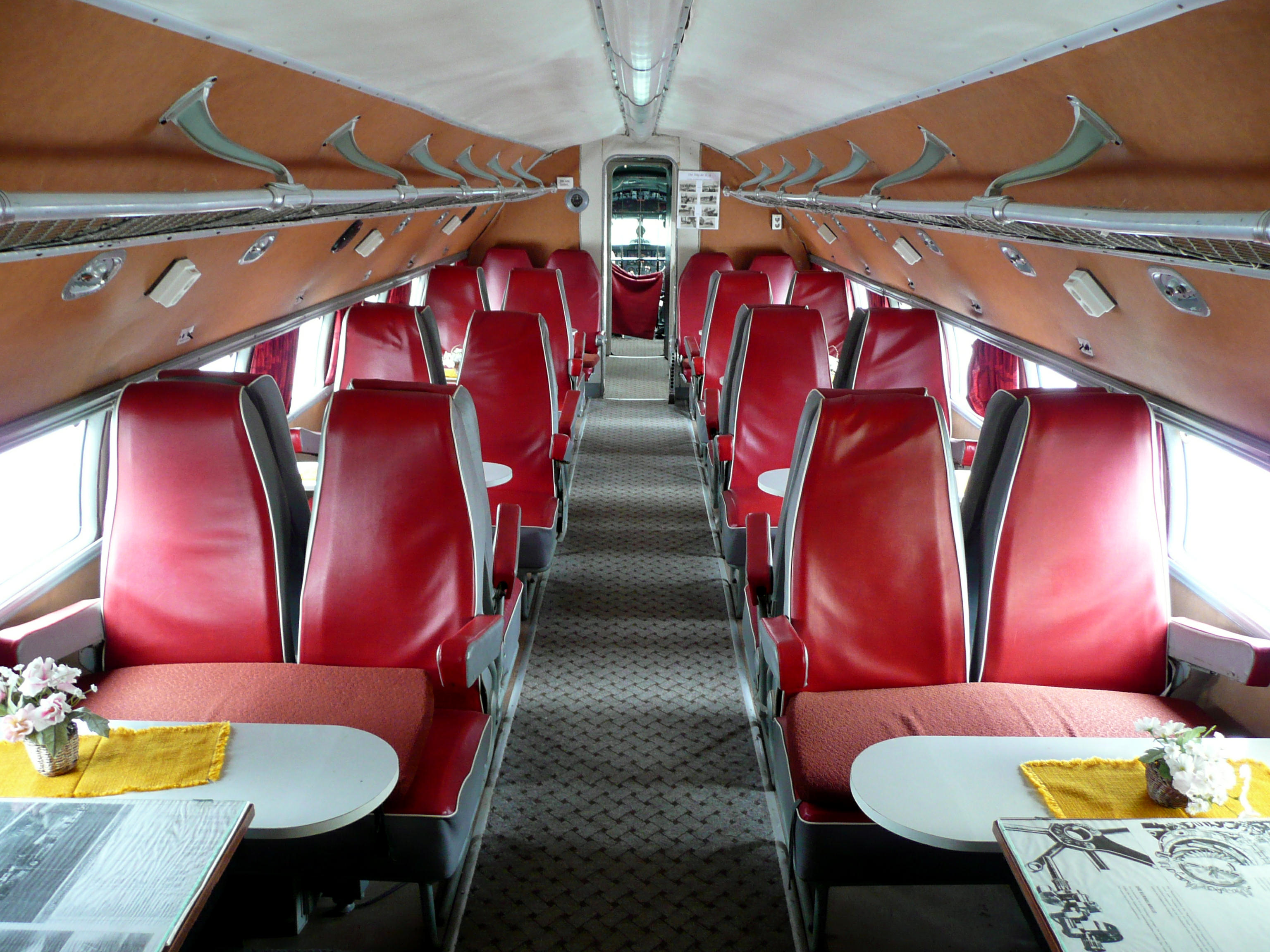
东德国际航空公司用伊尔-14内部

国际航空公司所用的民航机型如下：

## 相關事故
- 東德航空102號班機空難
- 東德航空1107號班機空難
- 東德航空1144號班機事故

## 脚注
1. ↑  該公司雖為國家政府所經營，但並不屬於人民企业類型。
2. ↑  从蒂羅林航空租借。